# Яман-Дере
Яма́н-Дере́ (укр. Яман-Дере, крымскотат. Yaman Dere, Яман Дере) — глубокое ущелье реки Узень-Баш с крутыми лесистыми склонами, каскадами и водопадом Головкинского. Расположена на северо-восточных склонах Бабуган-яйлы. Бассейн реки Улу-Узень. Название в переводе с крымскотатарского языка означает «плохое ущелье» (yaman — плохой, дурной; dere — ущелье).
Оптимальный туристский маршрут — снизу ущелья до ее вершины вдоль реки Узень-Баш. Объект целиком расположен на территории Национального парка «Крымский» и его посещение без специального разрешения запрещено.

## Галерея

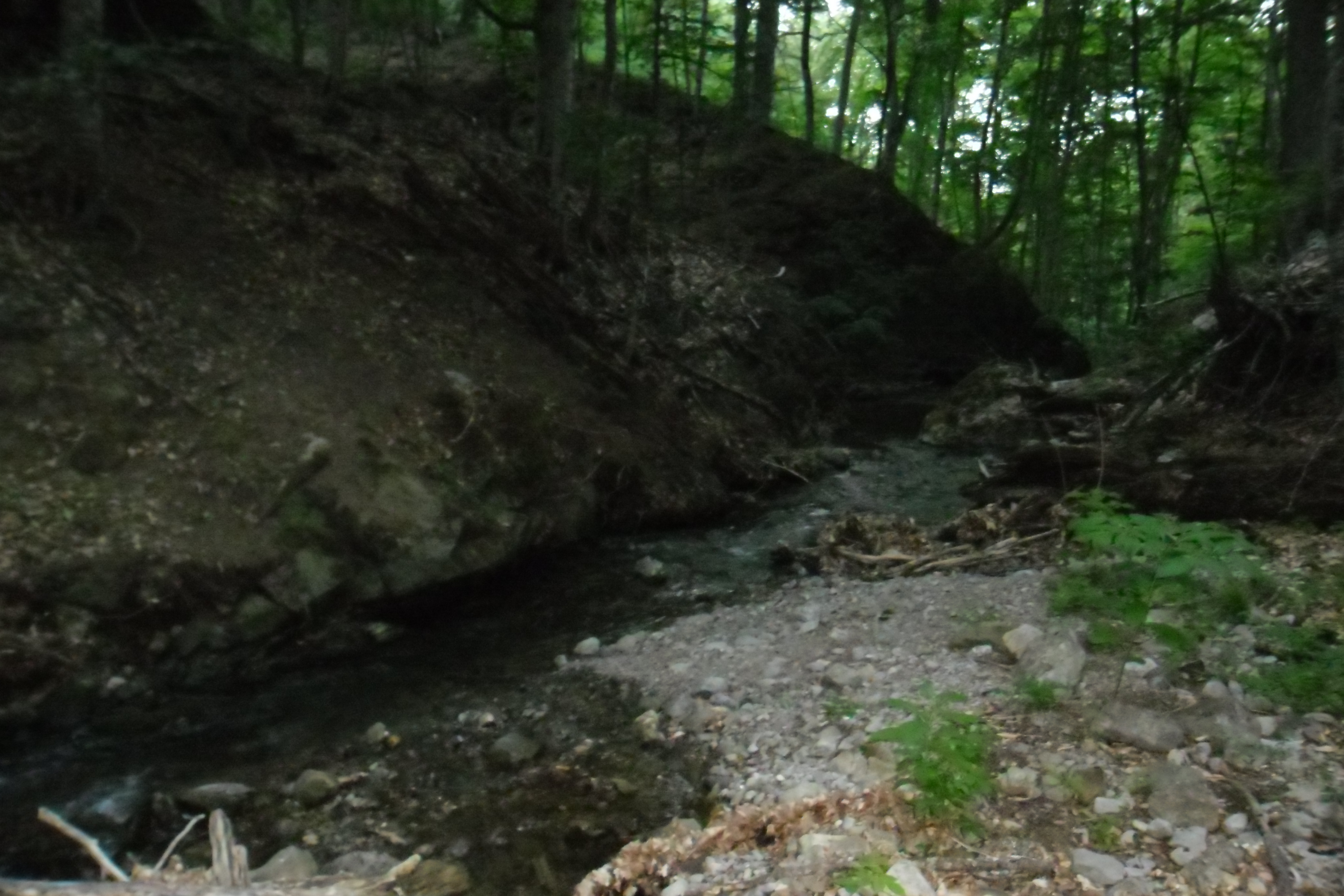
Ущелье Яман-Дере с рекой Узень-Баш в среднем течении
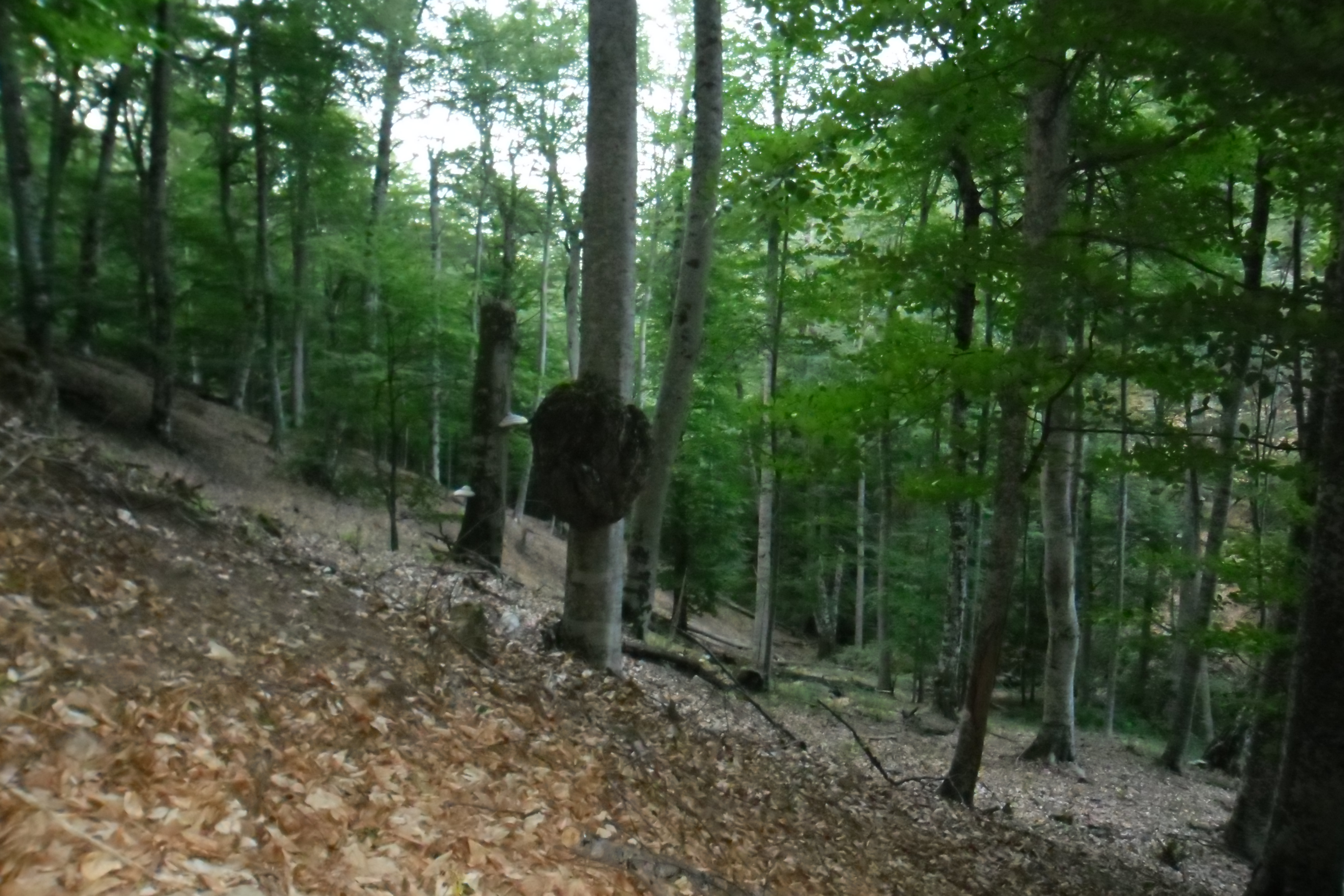
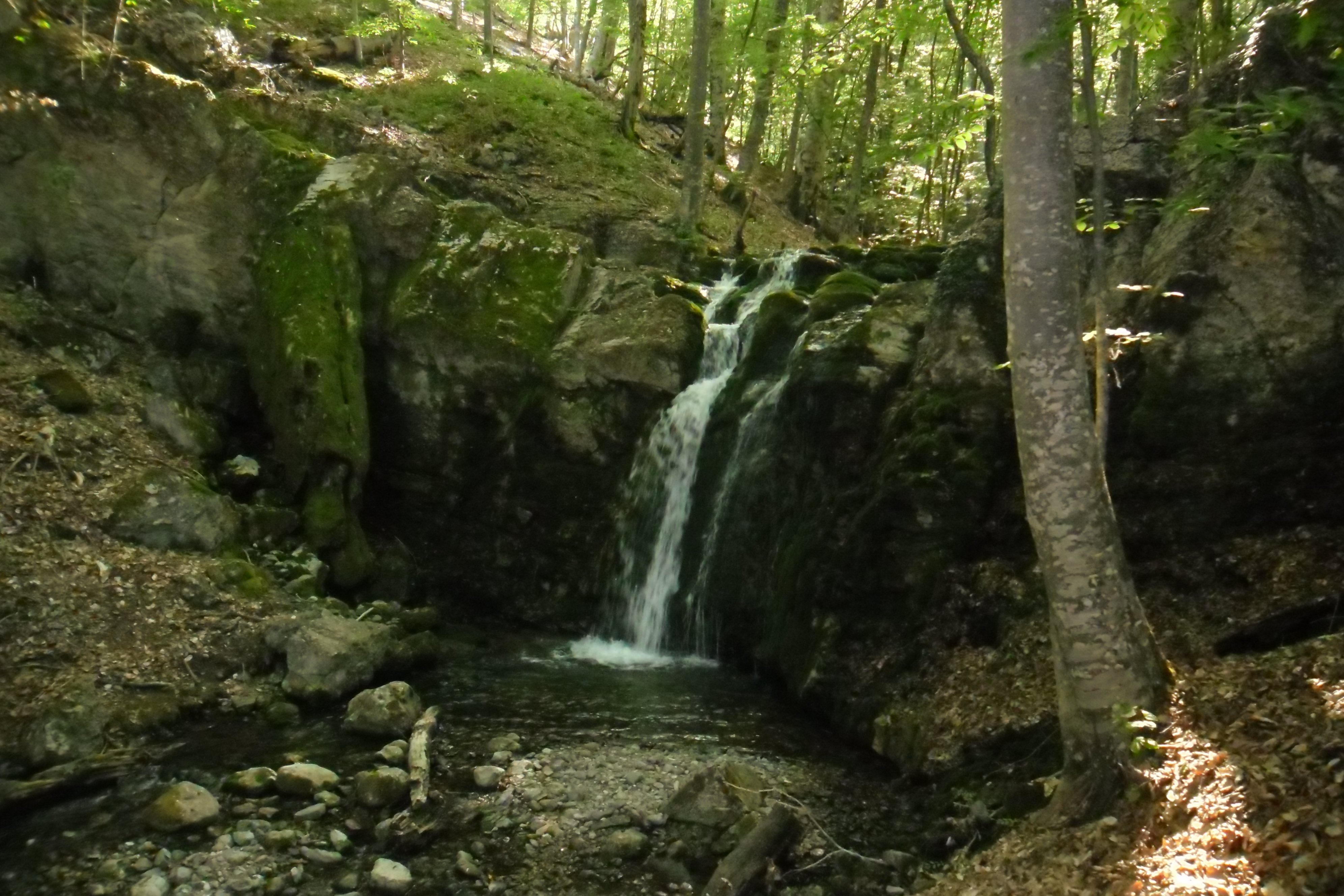